# Prostilifer subpellucida
Prostilifer subpellucida is een slakkensoort uit de familie van de Eulimidae. De wetenschappelijke naam van de soort is voor het eerst geldig gepubliceerd in 1865 door Pease.